# NGC 3096
NGC 3096 је спирална галаксија у сазвежђу Хидра која се налази на NGC листи објеката дубоког неба.
Деклинација објекта је - 19° 39' 44" а ректасцензија 10h 0m 33,1s. Привидна величина (магнитуда) објекта NGC 3096 износи 13,8 а фотографска магнитуда 14,8. NGC 3096 је још познат и под ознакама ESO 566-42, MCG -3-26-8, HCG 42B, NPM1G -19.0312, PGC 28950.